# Фернандо Савала
Фернандо Савала (на испански: Fernando Zavala) е перуански политик (премиер, министър, заместник-министър) технократ и бизнесмен (корпоративен директор).

## Биография
Той е министър-председател на Перу от 28 юли 2016 до 17 септември 2017 г. Преди това е министър на икономиката и финансите от 16 август 2005 до 28 юли 2006 г.
Роден е на 16 февруари 1971 г. в Такна, Перу.